# Tomasz Załęski
Antoni Leon Tomasz Załęski (ur. w 1687 roku w Łucku – zm. w 1733 roku w Bacău) – polski duchowny katolicki, dominikanin, biskup bakowski.
Przed objęciem biskupstwa był przeorem klasztoru dominikanów w Łucku. Nominację na biskupa otrzymał dzięki poparciu króla Augusta II Mocnego. Prekonizację papieską otrzymał 13 kwietnia 1733 r. Zmarł przed święceniami biskupimi, nie obejmując nigdy rządów w diecezji.
Pochowany w kościele klasztornym Świętej Trójcy w Krakowie.